# Piedrafita (Cármenes)
Piedrafita es una localidad española perteneciente al municipio de Cármenes, en la provincia de León, comunidad autónoma de Castilla y León.

## Geografía

### Ubicación

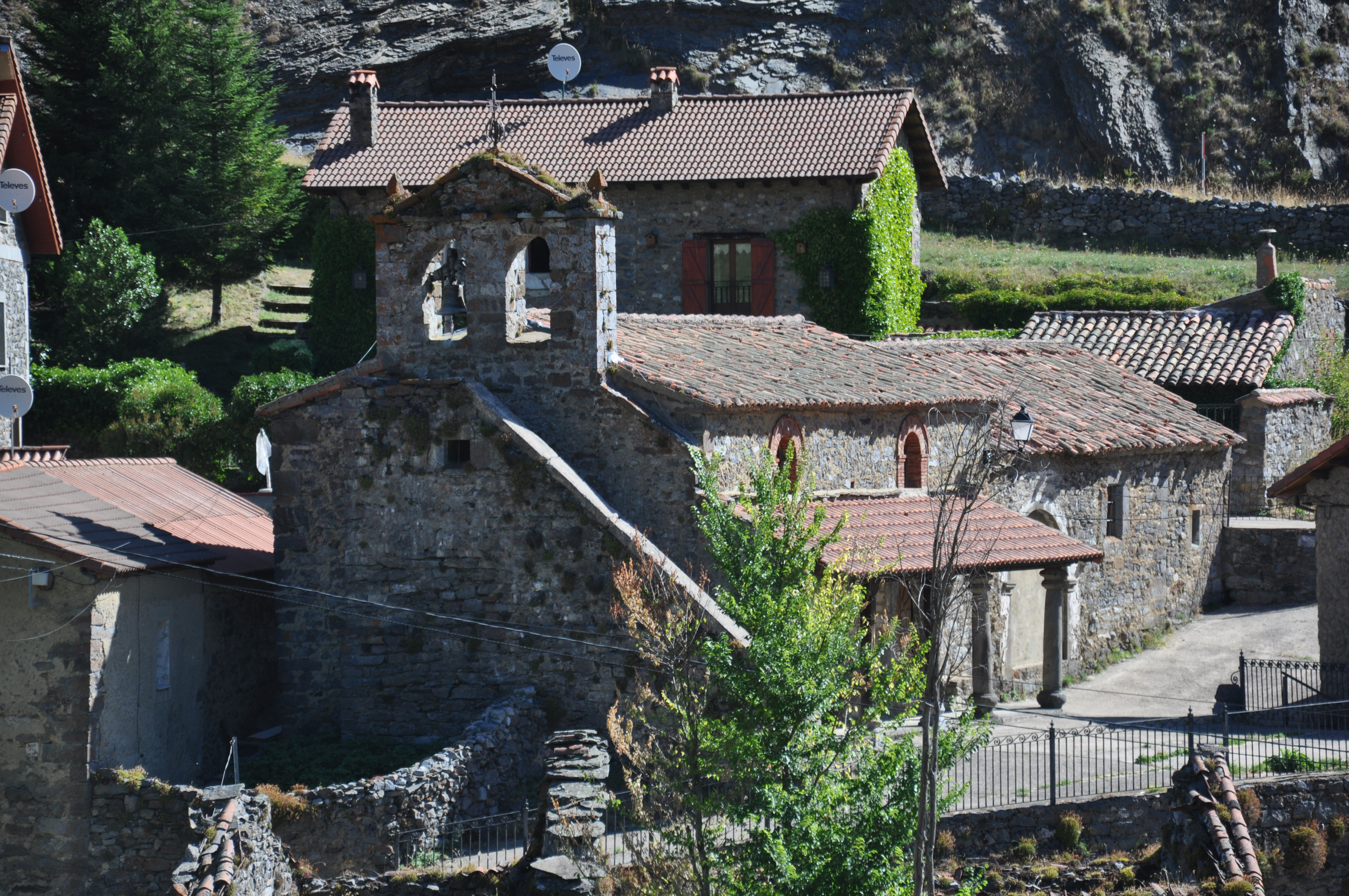
Iglesia de San Vicente de Piedrafita de la Mediana

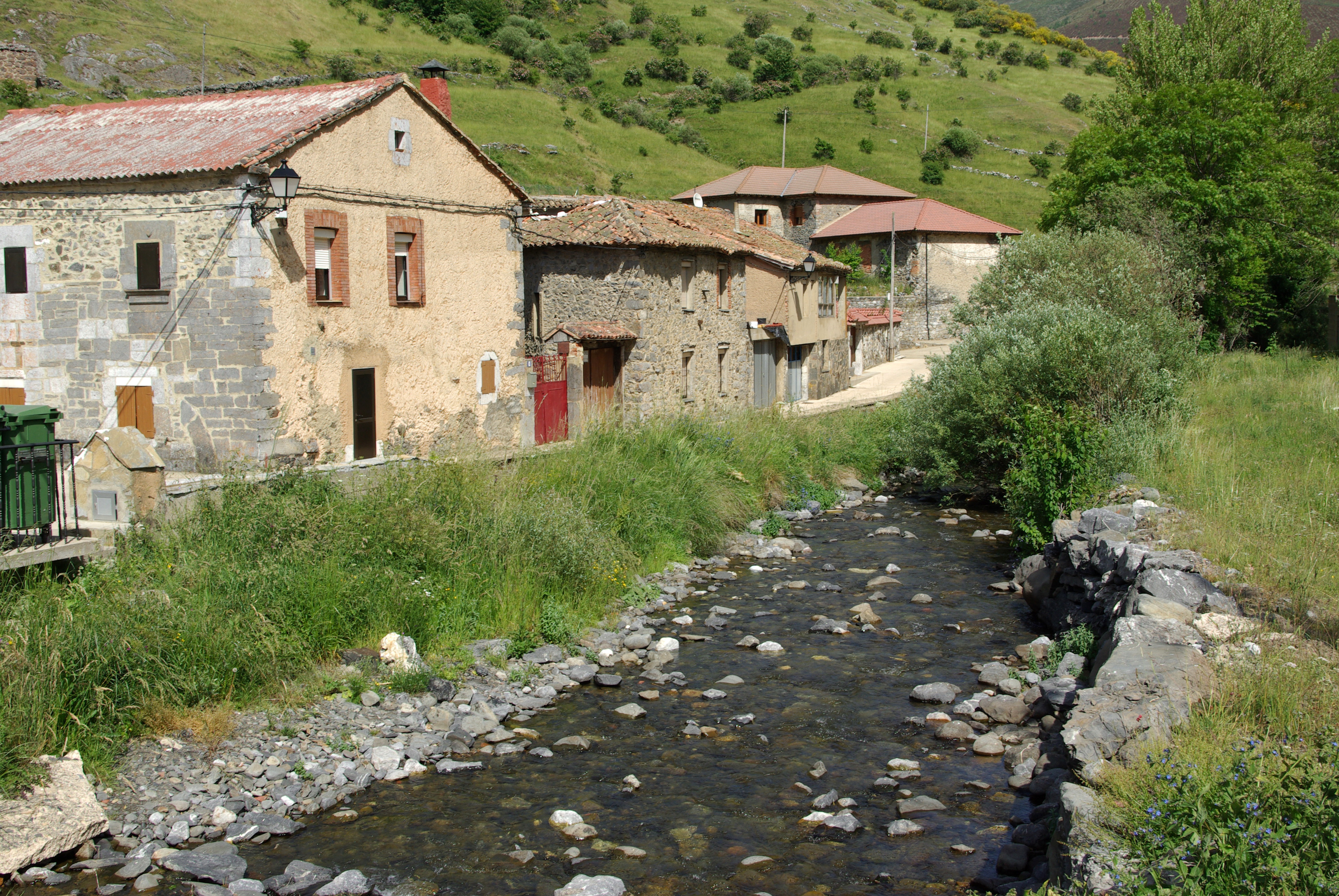
El río Torío a su paso por Piedrafita

Piedrafita se encuentra en el llamado Valle de la Cambería; valle que aglomera los pueblos de Villanueva de Pontedo, Campo, Piornedo y Piedrafita; todos estos dentro de la reserva de la biosfera de Los Argüellos.
| Noroeste: Puerto de Piedrafita | Norte: Yananzanes | Noreste: Ruayer   |
| Oeste: Tonín de Arbas          |                   | Este: Piornedo    |
| Suroeste Millaró de la Tercia  | Sur: Piornedo     | Sureste: Piornedo |

## Demografía
Evolución de la población
| Gráfica de evolución demográfica de Piedrafita entre 2000 y 2024   |
|                                                                    |
| Población de derecho (2000-2023) según el padrón municipal del INE |